# Cumbres de San Bartolomé
Cumbres de San Bartolomé ist ein Ort und eine Gemeinde (municipio) mit 364 Einwohnern (Stand: 2024) im Nordosten der südspanischen Provinz Huelva in der Autonomen Gemeinschaft Andalusien.

## Lage
Cumbres de San Bartolomé liegt auf einer Anhöhe im Naturpark der Sierra de Aracena etwa gut 90 km (Fahrtstrecke) nordnordöstlich der Hafenstadt Huelva in einer Höhe von ca. 585 m.
Das Klima im Winter ist gemäßigt, im Sommer dagegen warm bis heiß; die geringen Niederschlagsmengen (ca. 574 mm/Jahr) fallen – mit Ausnahme der nahezu regenlosen Sommermonate – verteilt übers ganze Jahr.

## Bevölkerungsentwicklung
| Jahr      | 1970  | 1980 | 1990 | 2000 | 2010 | 2020 |
| Einwohner | 1.151 | 805  | 668  | 549  | 442  | 369  |

Der deutliche Bevölkerungsrückgang in der zweiten Hälfte des 20. Jahrhunderts ist im Wesentlichen auf die Mechanisierung der Landwirtschaft und den damit einhergehenden Verlust an Arbeitsplätzen zurückzuführen.

## Sehenswürdigkeiten
- Burg von Cumbres de San Bartolomé
- Bartholomäuskirche (Iglesia de San Bartolomé)

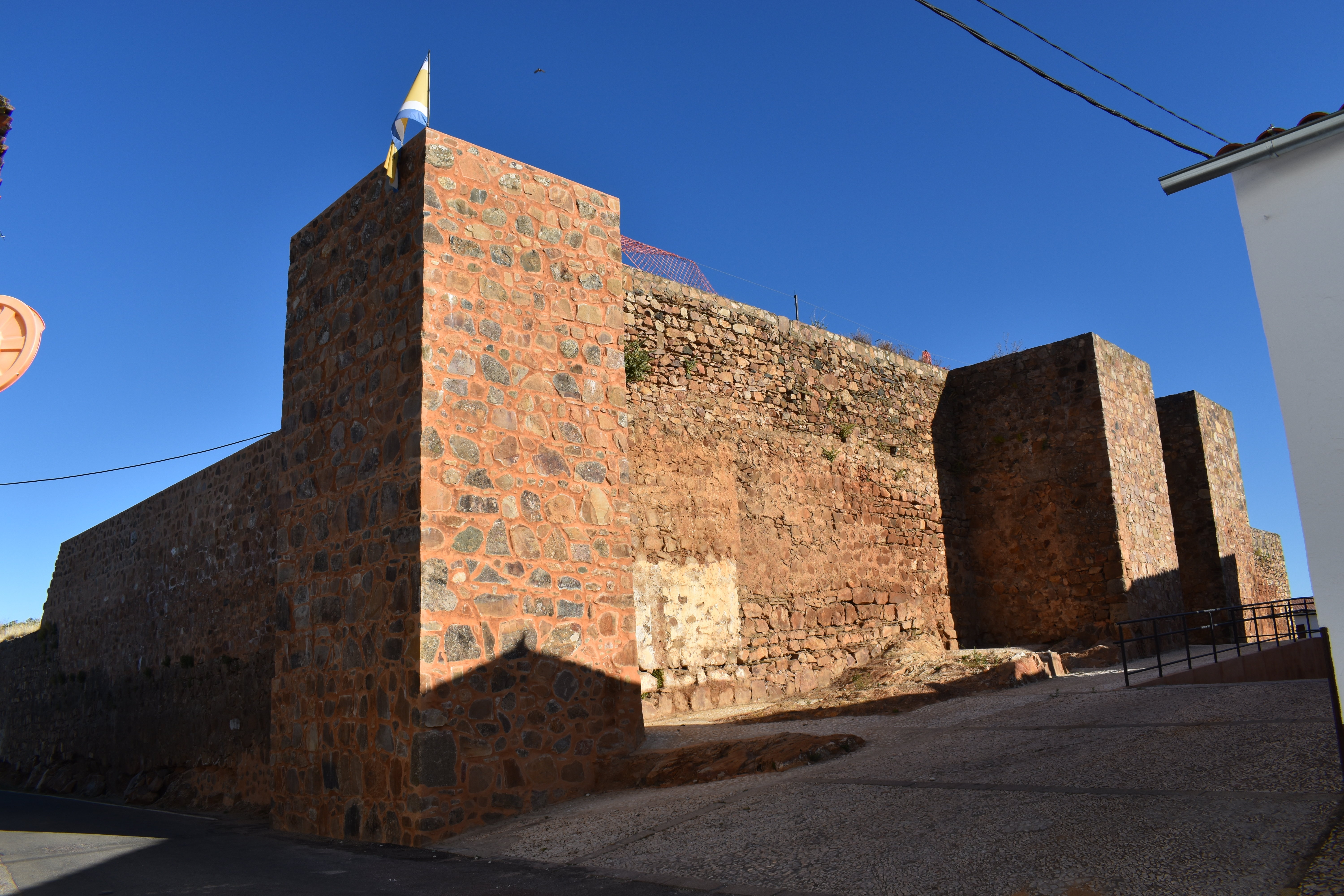
Burg von Cumbres de San Bartolomé
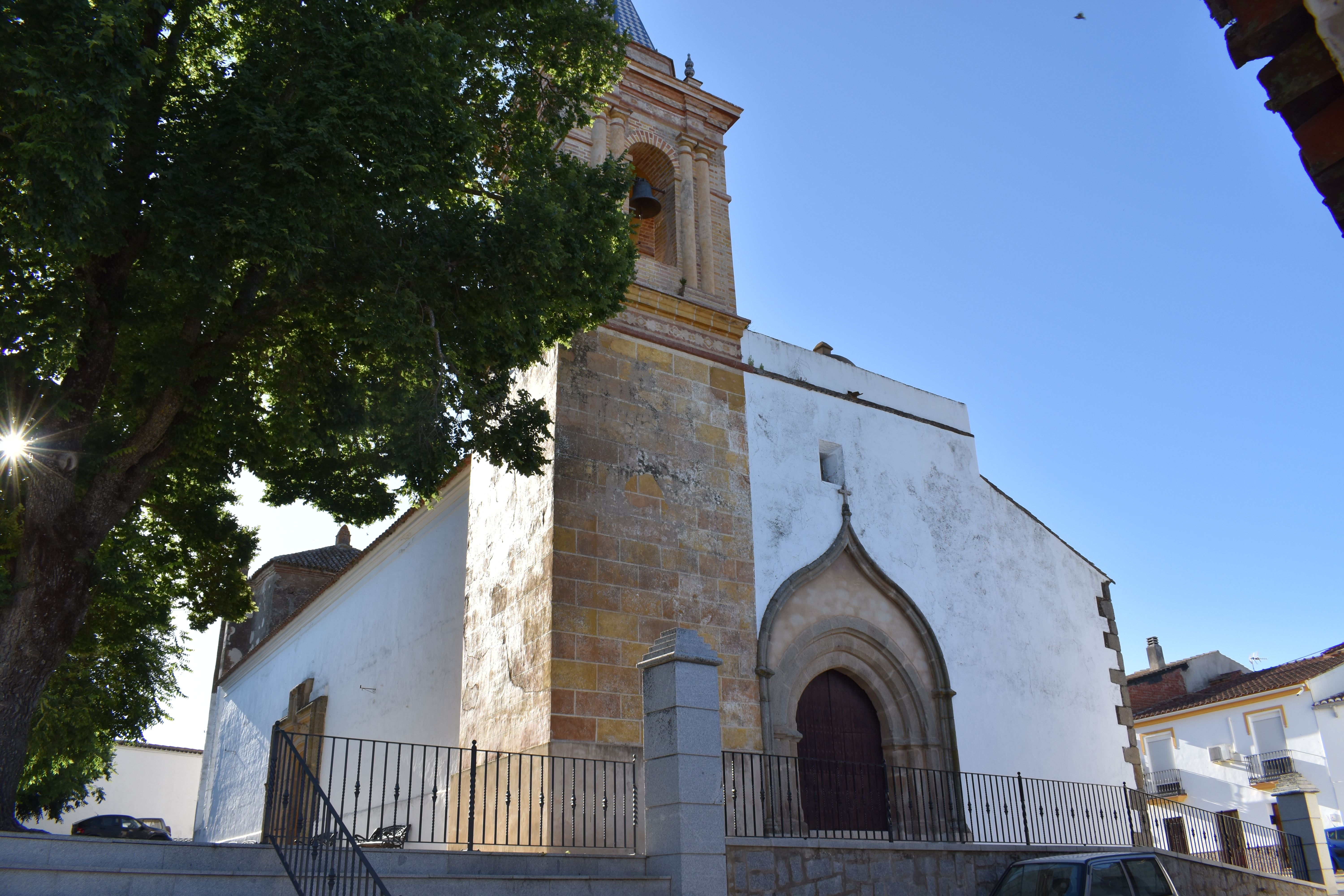
Bartholomäuskirche
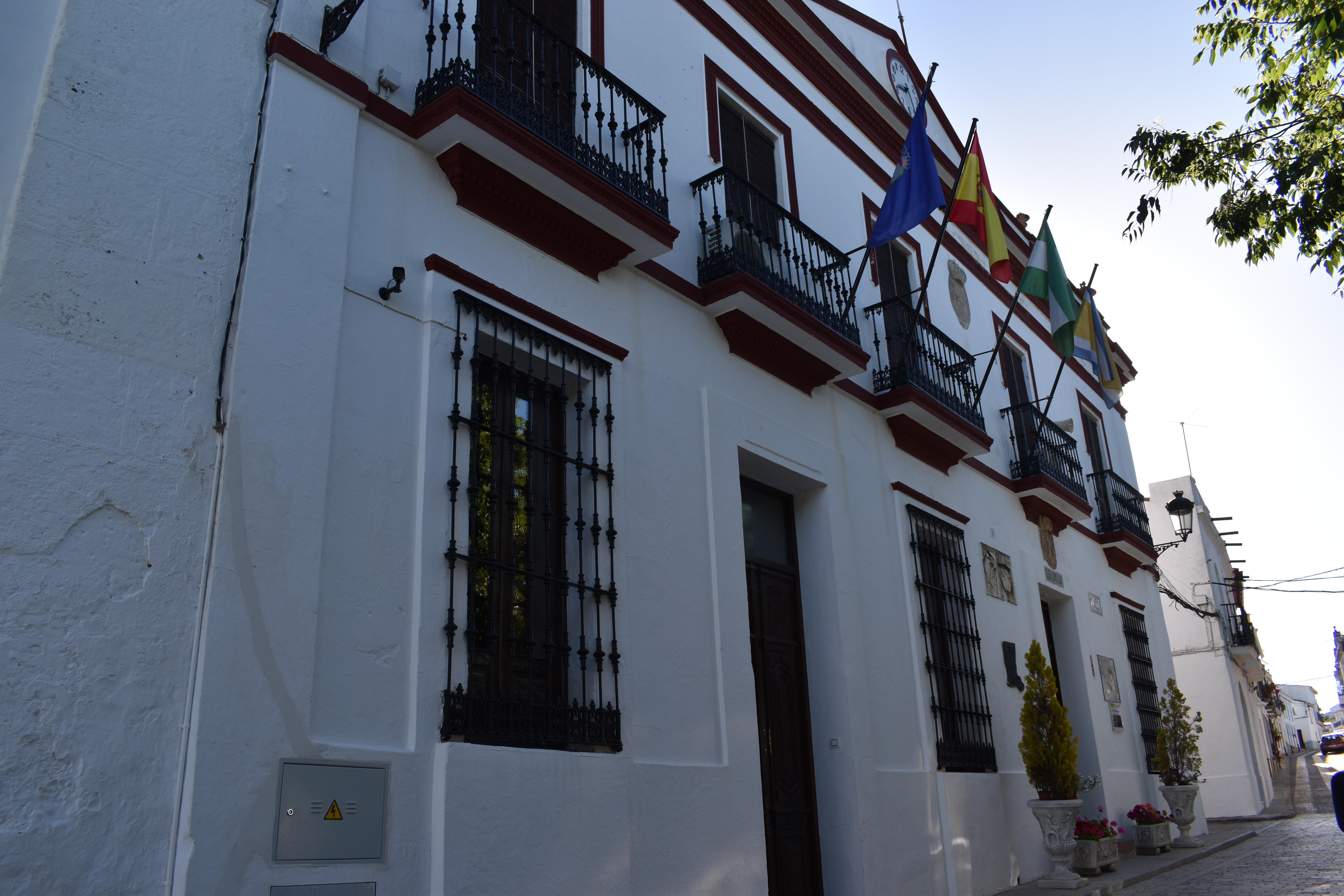
Rathaus